# Dieter Lindner (atleta)
Dieter Lindner (Nebra, 18 gennaio 1937 – Naumburg, 13 maggio 2021) è stato un marciatore tedesco.

## Palmarès
| Anno                                              | Manifestazione  | Sede     | Evento       | Risultato | Prestazione | Note                  |
| ------------------------------------------------- | --------------- | -------- | ------------ | --------- | ----------- | --------------------- |
| In rappresentanza della Squadra Unificata Tedesca |                 |          |              |           |             |                       |
| 1964                                              | Giochi olimpici | Tokyo    | Marcia 20 km | Argento   | 1h31'13"2   |                       |
| In rappresentanza della Germania Est              |                 |          |              |           |             |                       |
| 1966                                              | Europei         | Budapest | Marcia 20 km | Oro       | 1h29'25"0   | Record dei campionati |